# وتدية خناقية كاذبة
وتدية خناقية كاذبة (الاسم العلمي: Corynebacterium pseudodiphtheriticum) هي نوع من البكتيريا تتبع جنس الوتدية من فصيلة الوتديات.